# Villars-Sainte-Croix
Villars-Sainte-Croix ist eine politische Gemeinde im Bezirk Ouest lausannois des Kantons Waadt in der Schweiz.

## Geographie
Villars-Sainte-Croix liegt auf 509 m ü. M., 7,5 km nordwestlich der Kantonshauptstadt Lausanne (Luftlinie). Das Dorf erstreckt sich auf der Hochfläche am Südrand des Gros de Vaud im Waadtländer Mittelland, zwischen den Tälern von Venoge im Westen und Sorge im Osten, an aussichtsreicher Lage rund 170 m über dem Seespiegel des Genfersees.
Die Fläche des 1,7 km² grossen Gemeindegebiets umfasst einen Abschnitt im Süden des Gros de Vaud, der Kornkammer des Kantons Waadt. Der Gemeindeboden erstreckt sich auf dem Hügel von Villars-Sainte-Croix und wird im Osten durch das in die Hochfläche eingeschnittene Tal der Sorge begrenzt. Die höchste Erhebung der Gemeinde befindet sich mit 550 m ü. M. unterhalb von Les Esserts. Von der Gemeindefläche entfielen 1997 32 % auf Siedlungen, 10 % auf Wald und Gehölze und 58 % auf Landwirtschaft.
Zu Villars-Sainte-Croix gehört ein ausgedehntes Gewerbegebiet an der Gemeindegrenze zu Crissier. Nachbargemeinden von Villars-Sainte-Croix sind Bussigny, Vufflens-la-Ville, Mex und Crissier.

## Bevölkerung
Mit 977 Einwohnern (Stand 31. Dezember 2023) gehört Villars-Sainte-Croix zu den kleineren Gemeinden des Kantons Waadt. Von den Bewohnern sind 88,0 % französischsprachig, 5,2 % italienischsprachig und 4,2 % deutschsprachig (Stand 2000).
Seit 1960 (113 Einwohner) wuchs die Bevölkerungszahl innerhalb von 40 Jahren sehr rasch auf das Sechsfache. Heute gehört Villars-Sainte-Croix zum Ballungsraum von Lausanne.
| Jahr      | 1764 | 1850 | 1900 | 1950 | 2000 |
| Einwohner | 116  | 160  | 142  | 129  | 602  |

## Wirtschaft
Villars-Sainte-Croix war bis in die zweite Hälfte des 20. Jahrhunderts ein vorwiegend durch die Landwirtschaft geprägtes Dorf. Heute hat der Ackerbau nur noch eine marginale Bedeutung in der Erwerbsstruktur der Bevölkerung. Ein kleines Weinbaugebiet befindet sich nördlich des Dorfes.
Seit den 1970er Jahren entstand südlich des Ortes eine Gewerbe- und Industriezone, welche die Wirtschaftsstruktur von Villars-Sainte-Croix markant veränderte. Bedeutende Unternehmen der Bereiche Maschinen-, Metall-, Karosseriebau, der Feinmechanik und eine Druckerei sind hier ansässig. In den letzten Jahren hat sich das Dorf dank seiner attraktiven Lage zu einer Wohngemeinde entwickelt. Viele Erwerbstätige sind deshalb Wegpendler, die vor allem in Lausanne arbeiten.

## Verkehr
Die Gemeinde ist verkehrstechnisch sehr gut erschlossen. Sie liegt an der Hauptstrasse 9 von Lausanne nach Vallorbe. Auf dem Gemeindegebiet befindet sich die Verzweigung Villars-Sainte-Croix der Autobahnen A1 (Genf-Lausanne-Bern) und A9 (Lausanne-Sion). Selbst innerhalb des weit ausladenden Autobahndreiecks wurde ein Wohngebiet angelegt. Der Autobahnanschluss Lausanne-Crissier an der A1 ist rund 2 km vom Ortskern entfernt. Durch die Buslinie 32 der auf der Strecke Renens – Mex verkehrenden Transports publics de la région lausannoise ist Villars-Sainte-Croix an das Netz des öffentlichen Verkehrs angebunden.
Geplant war eigentlich eine Strassenbahnlinie m3 der Métro Lausanne vom Ortsteil Croix-de-Péage über Lausanne-Flon und die Pontaise nach Blécherette.
Nach jahrelangem juristischem Hin und Her ist jetzt mit dem Bau einer Tramlinie t1 von Lausanne-Flon über Renens nach Croix-de-Pèage begonnen worden. Die Bauzeit wird von Sommer 2021 bis voraussichtlich Ende 2025 dauern. Nachdem der Kanton Waadt auf die umstrittene Abholzung des Flon-Waldes verzichtet hatte, wird noch nach einer Alternative für die eigentlich dort geplante Strassenrampe Vigie - Gonin gesucht.

## Geschichte
Die erste urkundliche Erwähnung des Ortes erfolgte 1227 unter dem Namen Sainte-Croix. Die 1230 erwähnte Kirche und das 1272 genannte Hospiz der Johanniter wurden nach der Reformation zerstört. Erst 1543 erschien die Bezeichnung Villaret. Mit der Eroberung der Waadt durch Bern im Jahr 1536 kam Villars-Sainte-Croix unter die Verwaltung der Vogtei Lausanne. Nach dem Zusammenbruch des Ancien Régime gehörte das Dorf von 1798 bis 1803 während der Helvetik zum Kanton Léman, der anschliessend mit der Inkraftsetzung der Mediationsverfassung im Kanton Waadt aufging. 1798 wurde es dem Bezirk Morges zugeteilt.